# Leban
Leban je 82. najbolj pogost priimek v Sloveniji, ki ga je po podatkih Statističnega urada Republike Slovenije na dan 31. decembra 2007 uporabljalo 1454 oseb.

## Znani nosilci priimka
- Anton Leban (1848—1925), učitelj
- Avgust Armin Leban (1847—1879), skladatelj
- Albert Leban (1878—1928), duhovnik
- Boštjan Leban (*1973), košarkar
- Ignacij Leban (1865—1938), rimskokatoliški duhovnik, društveni delavec in zborovodja
- Ivan Leban (*1947), kemik, univ. profesor
- Ivan Leban (1909—?), tigrovec, partizan
- Ivica Leban, foto
- Janko Leban (1855—1932), pisatelj in skladatelj
- Josip Leban, španski borec
- Karmen Leban, novinarka
- Karolina Leban (1868—1964), učiteljica
- Matija Leban, v 18. stoletju deloval kot učitelj na goriškem
- Milan Leban, namestnik poveljnika Civilne zaščite za Severno Primorsko; 2001 je prejel častni znak svobode Republike Slovenije
- Oton Leban, pevec, 1. tenorist okteta "Simon Gregorčič" in ljubiteljski astronom
- Pavla Leban (1913—1993), ljudska pesnica
- Stane Leban (1934—2013), gledališki igralec
- Tone Leban (1905—?), član organizacije TIGR
- Valter Leban, predsednik uprave družbe Kolektor (drug=fotograf)
- Viljem Leban (*195?), bibliotakar, direktor NUK
- Vladimir Leban (1912—1976), geograf
- Žan-Luk Leban (*2002), nogometaš